# 가야정 (교토부)
가야정(일본어: 加悦町)은 일본 교토부 단고반도 내륙에 위치한 정이다. 2006년 3월 1일, 인접했던 이와타키정, 노다가와정과 신설합병해 요시노군 요시노정이 되었다.
예로부터 단고 지리멘의 고장으로 알려져 있으며, 뒤쪽의 오에산에서 태평양전쟁 당시 무기에 필수적인 니켈을 채굴하여 동해에 면한 이와타키초의 제련소까지 운반한 가에쓰 철도가 있던 곳이다.

## 역사
- 1889년 4월 1일 - 정촌제 시행에 의해 이전의 정역에 해당하는 가야정이 성립하였다.
- 1927년 3월 7일 - 기타단고 지진이 발생. 많은 가옥이 무너져 내려, 크레이프 공장이 소실되고 술집과 간장 가게의 창고도 무너지는 등 지역 산업에도 큰 타격을 입었다.
- 1954년 12월 1일 - 구와카이촌, 요사촌이 합병해 가야정 (제2차)이 성립하였다.
- 2006년 2월 28일 - 이와타키정, 노다가와정과 합병해 요시노정이 성립하였다. 동일 가야정은 폐지되었다.

## 교통

### 도로
- 국도 제176호선 (일본)(일본어판)